# Deep Blue
Deep Blue là một hệ chuyên gia chơi cờ vua chạy trên một siêu máy tính đơn mục đích do IBM phát triển. Nó là máy tính đầu tiên thắng được một ván, và sau này là một trận, trước một nhà đương kim vô địch thế giới trong giới hạn thời gian tiêu chuẩn. ChipTest, tiền thân của Deep Blue, được phát triển từ năm 1985 tại Đại học Carnegie Mellon; sau đó, nó được chuyển giao cho IBM và đổi tên thành Deep Thought, rồi Deep Blue (1989). Nó đấu với nhà vô địch thế giới Garry Kimovich Kasparov lần đầu tiên vào năm 1996 và thua với tỉ số 2 – 4. Năm 1997, sau khi được nâng cấp, nó tái đấu với Kasparov và thắng chung cuộc với 2 ván thắng, 3 ván hoà trong tổng số 6 ván đấu. Chiến thắng này của Deep Blue được coi là một cột mốc trong lịch sử ngành trí tuệ nhân tạo và là chủ đề của nhiều tác phẩm.

## Lịch sử
Khi còn là nghiên cứu sinh tại Đại học Carnegie Mellon, Hứa Phong Hùng bắt đầu phát triển một siêu máy tính chơi cờ vua tên là ChipTest. Năm 1987, ChipTest vô địch Giải Cờ vua Máy tính Bắc Mỹ; một năm sau đó, Hứa và cộng sự bắt tay vào phát triển thế hệ tiếp theo – Deep Thought. Sau khi nhận bằng tiến sĩ vào năm 1989, Hứa cùng Murray Campbell gia nhập IBM Research, bộ phận nghiên cứu và phát triển của IBM, để tiếp tục dự án của mình: một máy tính có khả năng đánh bại được nhà vô địch cờ vua thế giới. Thomas Anantharaman, một đồng nghiệp khác, cùng gia nhập nhưng chuyển sang làm việc trong ngành tài chính chỉ một thời gian ngắn sau đó; lập trình viên Arthur Joseph Hoane là người kế nhiệm vị trí của anh. Năm 1990, nhóm phát triển có thêm thành viên mới là Jerry Brody, một nhân viên lâu năm của IBM Research.
Sau trận thua hai ván năm 1989 với Kasparov, IBM tổ chức một cuộc thi đặt tên mới cho Deep Thought; cái tên được chọn là "Deep Blue" do Peter Fitzhugh Brown đặt, dựa trên biệt danh "Big Blue" của IBM. Sau trận đấu giữa một phiên bản cỡ nhỏ của Deep Blue và đại kiện tướng Joel Benjamin, Hứa và Campbell nhận thấy Benjamin có thể giúp Deep Blue cải thiện các nước khai cuộc và quyết định thuê ông để chuẩn bị cho trận đấu với Garry Kimovich Kasparov. Năm 1995, một nguyên mẫu của Deep Blue tham gia Giải Cờ vua Máy tính Thế giới lần thứ tám và hoà với Wchess trước khi thua Fritz ở vòng 5 dù được cầm quân trắng.
Năm 1997, tờ Chicago Tribune đã đăng tải một thông tin sai về việc Deep Blue được bán cho United Airlines do cấu trúc bên ngoài của nó rất giống với hệ thống RS6000/SP2 dòng chính của IBM.
Một trong hai thân máy của Deep Blue được đem trưng bày trong một cuộc triển lãm về Thời đại Thông tin và lưu giữ tại Bảo tàng Lịch sử Quốc gia Mỹ. Thân máy kia được chuyển giao cho Bảo tàng Lịch sử Máy tính vào năm 1997 và trở thành một phần của triển lãm "Trí tuệ nhân tạo và Robot" tại đó. Deep Blue là chủ đề của nhiều cuốn sách, trong đó có "Behind Deep Blue: Building the Computer that Defeated the World Chess Champion" của Hứa Phong Hùng.

## Deep Blue đấu với Kasparov

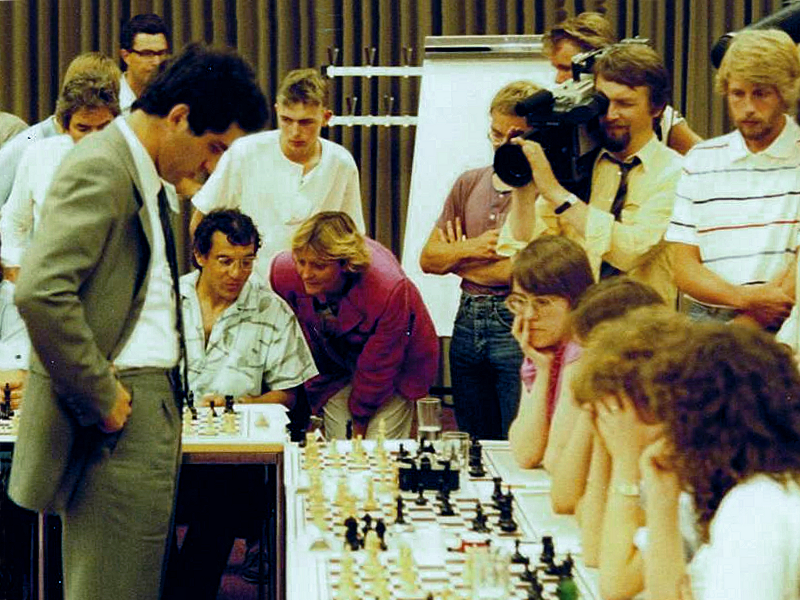
Garry Kasparov trong một trận đấu đồng thời năm 1985

Deep Blue tái đấu với Garry Kimovich Kasparov hai lần sau trận thua năm 1989 của Deep Thought. Trong trận thứ nhất (diễn ra từ ngày 10 đến ngày 17 tháng 2 năm 1996), Deep Blue thắng ván thứ nhất; đây cũng là ván thắng đầu tiên của máy tính trước một nhà đương kim vô địch thế giới trong giới hạn thời gian tiêu chuẩn; tuy nhiên, Kasparov vẫn thắng 3 và hoà 2 trong 5 ván sau đó để giành chiến thắng chung cuộc.
Phần cứng của Deep Blue tiếp tục được nâng cấp, giúp tốc độ xử lý của nó tăng lên gấp đôi trước trận đấu thứ hai với Kasparov vào tháng 5 năm 1997. Lần này, Deep Blue thắng 1 ván, thua 1 và hoà 3 trước khi bước vào ván 6 quyết định. Trong ván này, Kasparov khai cuộc không tốt và nhanh chóng đầu hàng chỉ sau 19 lượt; Deep Blue trở thành máy tính đầu tiên thắng được một trận tiêu chuẩn với đương kim vô địch thế giới. Phiên bản đánh bại Kasparov năm 1997 xét đến độ sâu trung bình từ 6 đến 8 lượt và khoảng hơn 20 lượt trong một số trường hợp. David Levy và Monty Newborn ước tính rằng mỗi nước (nửa lượt) tính trước gia tăng lực chiến từ 50 đến 70 Elo.
Trong lượt thứ 44 của ván đầu trận thứ hai, một lỗi lập trình trong mã nguồn của Deep Blue đã khiến nó bị kẹt trong một vòng lặp; nó thoát lặp bằng cách thực hiện một nước hợp lệ ngẫu nhiên. Do không biết, Kasparov đã cho rằng nước đi vô nghĩa này là kết quả của một "trí tuệ cao siêu". Ông thể hiện không tốt trong ván thứ hai, nhưng ông phủ nhận ý kiến cho rằng nguyên nhân là vì lo lắng về nước đi khó hiểu của Deep Blue.
Sau khi thua, Kasparov cho biết đôi khi ông thấy Deep Blue tỏ ra rất sáng tạo và bày tỏ nghi ngờ rằng các kỳ thủ con người đã can thiệp vào ván đấu thứ hai. IBM phủ nhận cáo buộc này và tuyên bố các lập trình viên chỉ sửa chương trình nhằm khắc phục các điểm yếu đã bộc lộ ở ván trước đó trong thời gian nghỉ giữa các ván, theo đúng luật chơi. Kasparov muốn tái đấu, nhưng IBM đã cho tháo dỡ Deep Blue sau trận thắng và từ chối. IBM cũng không đồng ý công khai các tập tin nhật trình đấu do Deep Blue ghi lại theo yêu cầu của Kasparov, nhưng vẫn đăng tải chúng lên mạng về sau này.

## Hệ quả

### Cờ vua
Dù ban đầu gọi Deep Blue là "một đối thủ xa lạ", về sau này Kasparov lại cho rằng nó chỉ "thông minh ngang cái đồng hồ báo thức". Theo Martin Amis, hai đại kiện tướng từng đấu với Deep Blue đều đồng ý rằng nó như một "bức tường không thể cản phá". Hứa Phong Hùng có quyền sử dụng độc lập mẫu thiết kế của Deep Blue nhưng cũng đã từ chối đề nghị tái đấu của Kasparov. Trong phân đoạn tìm hiểu về việc Kasparov cáo buộc IBM gian lận của bộ phim tài liệu năm 2003 Game Over: Kasparov and the Machine, một số nhân vật được phỏng vấn cho rằng IBM đã đầu tư vào Deep Blue nhằm tăng giá trị cổ phiếu.

### Các trò chơi khác
Sau chiến thắng của Deep Blue, chuyên gia trí tuệ nhân tạo Omar Syed đã sáng tạo và thiết kế Arimaa – một trò dễ chơi với người nhưng khó với máy. Tuy nhiên, đến năm 2015, máy tính đã có thể đánh bại được cả các cao thủ của trò chơi này.
Nhiều nhà khoa học máy tính đã tiếp tục phát triển những phần mềm có khả năng giải các trò chơi bảng khác có cộng đồng người chơi lớn, chẳng hạn như AlphaGo – phần mềm cờ vây đã đánh bại các kỳ thủ hàng đầu thế giới vào năm 2016.

### Khoa học máy tính
Các nhà khoa học máy tính, kể cả một trong những người tham gia phát triển Deep Blue là Campbell, tin rằng cờ vua là một phương thức tốt để ước tính khả năng của trí tuệ nhân tạo, và rằng IBM đã tiến một bước rất xa, qua chiến thắng trước một đương kim vô địch thế giới. Cũng nhờ Deep Blue, các trò chơi đã trở thành phương tiện thể hiện phổ biến cho trí tuệ nhân tạo, như với IBM Watson hay AlphaGo.
Với khả năng tính toán 200 triệu thế cờ mỗi giây, Deep Blue là một hệ chuyên gia phụ thuộc vào các quy tắc và biến số được các kiện tướng cờ vua và khoa học gia máy tính chỉ định và tinh chỉnh. Ngược lại, các chương trình cờ vua hiện đại như Leela Chess Zero thường sử dụng kỹ thuật học có giám sát để huấn luyện một mạng thần kinh nhân tạo, tự phát triển logic từ bên trong thay vì phụ thuộc vào các chuyên gia con người.
Trong một trận đấu vào tháng 11 năm 2006, Deep Fritz, chạy trên một hệ máy tính lõi kép Intel Xeon 5160 CPU, chỉ tính được 8 triệu thế cờ mỗi giây, nhưng vẫn có thể tìm kiếm đến độ sâu 17-18 nước trong giai đoạn trung cuộc nhờ có heuristic và từ đó thắng chung cuộc 4 – 2.

### Thiết kế

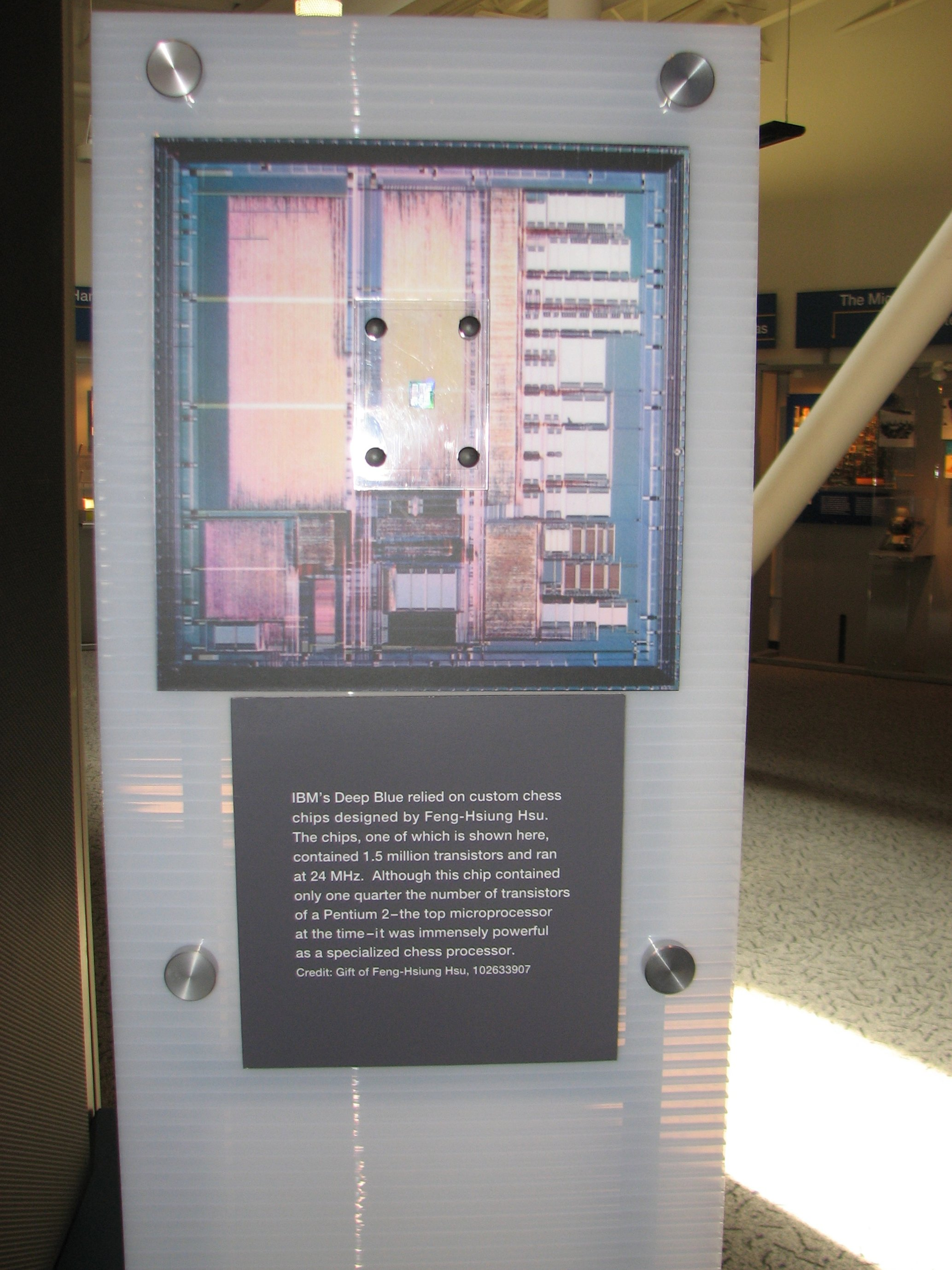
Một trong các bộ xử lý của Deep Blue.

### Phần mềm
Hàm đánh giá của Deep Blue vốn được viết ở dạng tổng quát, với nhiều tham số chưa xác định, chẳng hạn như mức độ quan trọng giữa giữ vị trí cho vua với việc chiếm các ô ở giữa bàn cờ. Giá trị của những tham số này là kết quả của quá trình phân tích hàng ngàn trận đấu ở cấp độ kiện tướng. Sau đó, hàm được chia làm khoảng 8000 phần nhỏ, trong đó một số lớn được thiết kế riêng cho các thế đặc biệt. Dữ liệu khai cuộc có đến hơn 4000 thế và 700.000 trận của các đại kiện tướng, còn dữ liệu tàn cuộc bao gồm rất nhiều thế 6 quân và đủ mọi thế từ 5 quân trở xuống. Ngoài ra, Deep Blue còn có một cơ sở dữ liệu mở rộng chứa tóm lược đầy đủ của các trận đấu ở cấp độ đại kiện tướng. Nó sử dụng khả năng tính toán 200 triệu thế mỗi giây với thông tin từ cơ sở này để chọn các nước khai cuộc.
Trước trận thứ hai, quy tắc của Deep Blue được đại kiện tướng Joel Benjamin điều chỉnh, còn dữ liệu khai cuộc do ba đại kiện tướng khác là Miguel Illescas, John Fedorowicz và Nick de Firmian cung cấp. Khi Kasparov yêu cầu cho phép nghiên cứu các trận khác của Deep Blue để tìm hiểu đối thủ, IBM đã từ chối, khiến ông phải chơi các trò chơi cờ vua phổ biến dành cho máy tính cá nhân khi đó để làm quen với cách chơi.

### Phần cứng
Deep Blue sử dụng chip tích hợp cỡ rất lớn (VLSI) để song song hoá thuật toán tìm kiếm alpha – beta theo mẫu hình GOFAI. Hai thân máy của nó chứa 30 bộ xử lý PowerPC 604e và 480 "chip cờ vua" VLSI CMOS tuỳ chỉnh cỡ 600 µm được thiết kế riêng cùng nhiều mảng phần tử tái lập trình được (FPGA) vốn được dự định sử dụng cho việc vá các chip VLSI (nhưng thực ra không cần đến). Lực chiến của siêu máy tính IBM RS/6000 SP xử lý song song hàng loạt này đa phần đến từ khả năng tính toán vét cạn.
Chương trình cờ vua của Deep Blue được viết bằng C và chạy trên hệ điều hành AIX. Nó có khả năng tính toán 200 triệu thế cờ mỗi giây, nhanh gấp đôi so với phiên bản năm 1996. Năm 1997, nó được tái nâng cấp và trở thành siêu máy tính mạnh thứ 259 thế giới với 11,38 GFLOPS trên thang điểm chuẩn hiệu suất cao LINPACK, theo TOP500.